# Palais Castelli
Le palais Castelli ou Palazzo Castelli est un palais de Venise, sur le Rio de Santa Marina dans le sestiere de Cannaregio (N.A. 6091).

## Historique
Selon les registres de noblesse, les Castelli furent proches des Van Axel, vivant dans le voisinage.

## Description
Le palais néo-classique est simple et des pignons triangulaires se trouvent au-dessus des fenêtres de l'étage noble. Sa façade donne sur le rio di Santa Marina. La mezzanine continue avec un petit serliana et transenna au-dessus d'un portail dorique bas. 